# 安藏王

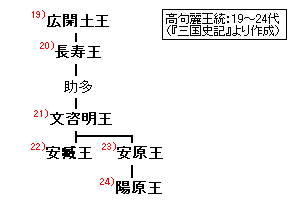
三国史记中的高句丽世系

安藏王（？—531年），高句丽第22代君主。文咨王之子，名兴安，中國史籍稱之為「高安」，公元518-531在位。
安藏王时期，王室间纷争加剧，朝局不稳。531年，安藏王被刺杀，其弟安原王继位。（《梁書》、《南史》俱載526年卒）从此高句丽结束了好太王几代人开创的盛世局面。

## 相关册封
- 518年，北魏孝明帝冊封安藏王為安東將軍、領護東夷校尉、遼東郡開國公、高句麗王。
- 520年，梁武帝冊封安藏王為寧東將軍、高麗王。

## 家庭

### 妻妾
- 王后韓珠

### 子女
- 子
  - 福貴君（朝鲜语：복귀군）

| 前任： 文咨王 | 高句丽君主 518年-531年 | 繼任： 安原王 |